# Gustaf Jonsson
Gustaf Jonsson   (Lycksele, 7 de juliol de 1903 - Estocolm, 30 de juliol de 1990) va ser un esquiador de fons suec que va competir durant les dècades de 1920 i 1930.
El 1928 va prendre part en els Jocs Olímpics de Sankt Moritz, on va guanyar la medalla de plata en la prova dels 50 km del programa d'esquí de fons. Quatre anys més tard, als Jocs de Lake Placid fou novè en la prova dels 50 km del programa d'esquí de fons.
Participà en els Campionats del Món d'esquí nòrdic de 1926 i 1929, amb una quarta i tres cinquenes posicions en les diferents proves disputades. El 1925 guanyà el campionat nacional de 30 km.